# Wiktorija Radewa
Wiktorija Radewa, bułg. Виктория Радева (ur. 15 maja 2001) – bułgarska szachistka, arcymistrzyni od 2021 roku.

## Kariera szachowa
Zdobyła srebro na mistrzostwach świata juniorów do U–10 w 2011 roku. Zwyciężyła w mistrzostwach Bułgarii w 2018 i 2019 roku. Dwukrotnie zakwalifikowała się do mistrzostw świata w 2021 i 2023 roku, gdzie dwukrotnie odpadła w pierwszej rundzie z Tatev Abrahamyan i Anastasiją Rachmanhułową.
Najwyższy ranking w dotychczasowej karierze osiągnęła 1 sierpnia 2021 roku, z wynikiem 2372 punktów.